# 孫應奎 (正德進士)
孫應奎（1486年—1570年），字文宿，别号東榖，河南河南衛（今河南省洛陽市）軍籍，直隶长洲县人，明朝政治人物，官至戶部尚書。

## 生平
正德十四年（1519年）己卯科河南鄉試舉人，十六年（1521年）辛巳科三甲四十一名進士，授山東章丘縣知縣。嘉靖四年（1525年），入為兵科給事中，彈劾楊一清、張璁、桂萼。世宗慰留楊一清，戒諭張璁、桂萼。繼而同官王準、陸粲因彈劾張璁、桂萼下吏部謫邊，未加罪於孫應奎。九年六月升戶科左給事中，不久，孫應奎彈劾吏部尚書方獻夫。十年七月因再次彈劾張璁而下詔獄，之後釋放回職。
嘉靖十一年（1532年），被貶高平縣縣丞。升滕县知县，历南京兵部车驾司郎中，十七年二月升四川布政司右参议，十八年八月升湖廣按察司副使，督采大木，因事連坐被捕，隨即獲釋。晋浙江布政使司左参政，升湖广按察使，二十六年二月官都察院右佥都御史、巡撫順天。二十八年十月升为左副都御史，回都察院管事，二十九年三月遷戶部右侍郎、总督仓场督理西苑农事，十月進戶部尚書。任期內負責籌畫兵餉抵禦俺答汗入侵。三十一年七月被弹劾去职，改南京工部尚書，三十二年十一月改南京戶部尚書，三十五年二月引年致仕，歸鄉去世。

## 家族
曾祖孫鼐，兵馬指挥。祖父孫銘。父孫義。母阎氏，继母李氏。具庆下。

## 延伸阅读
[在维基数据编辑]
 《國朝獻徵錄·卷之三十一》，出自焦竑《國朝獻徵錄》
 《明史卷二百〇二》，出自《明史》